# Hyakki yakō
Hyakki yakō (百鬼夜行, aussi prononcé Hyakki yagyō, litt. « La parade nocturne des 100 démons ») est une croyance du folklore japonais. Selon cette tradition, chaque année, les yōkai prennent d'assaut les rues durant les nuits d'été. Tous ceux qui croisent cette procession meurent à moins d'être protégé par un sutra.

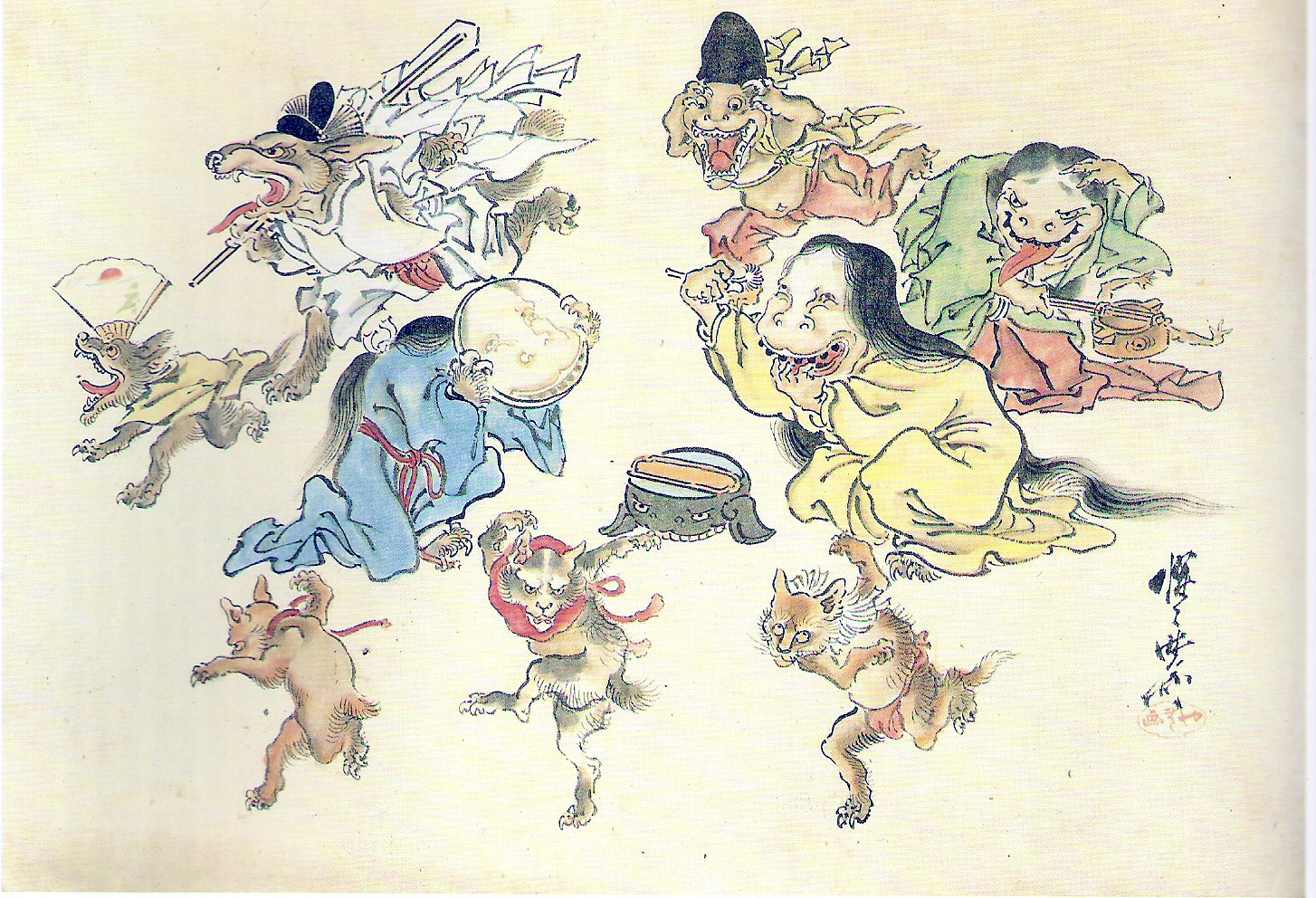
Hyakki yakō, illustré par Kawanabe Kyōsai.

Le hyakki yakō est un thème récurrent de la peinture japonaise depuis au moins le XVIe siècle, et est notamment illustré par plus de soixante Rouleaux enluminés de la procession nocturne des cent démons. Le Hyakumonogatari kaidankai est un art théâtral basé sur ce folklore.
Ce thème est repris dans les médias modernes japonais, films d'animation (Pompoko d'Isao Takahata), jeux (Ghostwire: Tokyo) ou mangas (Nurarihyon no Mago, Jujutsu Kaisen ou Kitaro le repoussant ).